# Eccidio di Lechemti
L'eccidio di Lechemti o eccidio di Bonàia è stato un attacco compiuto nella notte tra il 26 e il 27 giugno 1936 da un gruppo di guerriglieri etiopici nei confronti di una spedizione militare aerea italiana, guidata dal generale Vincenzo Magliocco, accampata sull'aviosuperficie di Bonàia, nei pressi di Lechemti, nella regione occidentale dell'Etiopia.
L'obiettivo della missione militare era quello di convincere un capo oromo, il degiac Hapte Mariam, di stanza a Lechemti, a sottomettersi alle forze italiane al fine di costituire un presidio italiano nella regione ovest, che agevolasse la conquista italiana dell'Etiopia occidentale. 
Tutti i membri italiani della missione (fra cui si ricorda l'asso dell'aviazione Antonio Locatelli) rimasero uccisi durante un attacco notturno operato dai giovani allievi della scuola militare di Olettà, fedeli ad Hailé Selassié. I militari italiani furono in seguito decorati con la medaglia d'oro al valor militare. Alla strage sopravvisse solo padre Mario Borello, forse il maggiore ispiratore della missione, il quale aveva in precedenza preso contatti con lo stesso Hapte Mariam, e che convinse il viceré Rodolfo Graziani a intraprendere la spedizione.

## Contesto
Poco dopo l'occupazione di Addis Abeba avvenuta il 5 maggio 1936, il governo fascista si trovò dinanzi alla difficile situazione di dover conquistare i vastissimi territori dell'ovest, in modo particolare i centri di Lechemti, Gimma, Gambela e Gore, quest'ultimo sede di un governo provvisorio presieduto dall'anziano Uolde Tzadek che riceveva direttamente istruzioni da Hailé Selassié. Con Addis Abeba accerchiata dalle forze etiopiche, e con l'esercito italiano che stava compiendo lenti e faticosi passi all'interno dell'Harar e nel Borana, il viceré Rodolfo Graziani dovette registrare anche le lamentele di Mussolini, il quale premeva affinché l'esercito avanzasse il prima possibile verso Gore per dimostrare alla Gran Bretagna e al resto del mondo che la regione a ovest e la città era in realtà in mano al Regno d'Italia. Mussolini era inoltre preoccupato della presenza a Gore del console inglese Esme Nourse Erskine, il quale si atteggiava a protettore dell'ovest etiopico incoraggiando le popolazioni ad obbedire alle autorità etiopiche e non sottomettersi all'Italia, e che, secondo il Duce, stava preparando il terreno per una penetrazione inglese nei territori confinanti con il Sudan.
In realtà il dittatore italiano ignorava che il ministro Anthony Eden aveva dato chiare istruzioni a Erskine di evitare di associarsi ad iniziative di resistenza contro l'invasore, ma solo di adoperarsi affinché fosse assicurata la sicurezza ai cittadini inglesi presenti in Etiopia. In realtà Erskine, mentre fingeva di collaborare con il governo di Gore, stava anche trattando con i capi di etnia galla che volevano sbarazzarsi del dominio scioano nella regione sud-occidentale, affinché accettassero un mandato britannico. Il 10 giugno Erskine incontrò il capo-delegazione dei galla, il giovane degiac Hapte Mariam Gabre Egziahaber che a Lechemti creò un embrione del nuovo governo, la «Confederazione galla occidentale», e che assieme ad altri sessanta notabili firmò una petizione nella quale richiedeva un mandato britannico sull'Etiopia dell'ovest.
Erskine telegrafò lo stesso giorno a Londra comunicando il fatto compiuto, ma Eden si reso conto che una qualsiasi decisione avrebbe messo Londra in imbarazzo: da una parte accettare il mandato avrebbe provocato il risentimento di Hailé Selassié, dall'altra reinstallare a Gore l'imperatore avrebbe suscitato l'indignazione dei galla che avevano sollecitato con molto impegno l'intervento britannico. In entrambi i casi Mussolini avrebbe potuto scatenare una guerra che Londra cercava in ogni modo di scongiurare, e di conseguenza il 3 luglio Londra comunicò a Erskine che il governo non avrebbe accettato l'appello dei galla.
Preoccupati degli avvenimenti che scuotevano Gore e Lechemti, Graziani e Mussolini decisero di organizzare una spedizione verso Lechemti, da dove il missionario della Consolata Padre Mario Borello informava costantemente Addis Abeba degli avvenimenti. Borello, che soggiornò per oltre venti anni nel capoluogo del Liecà, riuscì a riallacciare i rapporti con il suo vecchio allievo Hapte Mariam e con suo zio, il fitautari Mossa Ghigio, e dalle loro missive comunicò a Graziani la sua convinzione che i capi galla erano più propensi ad accettare una dominazione italiana piuttosto che inglese, a condizione che li si liberi al più presto della presenza scioana. E in base a queste congetture iniziarono i preparativi per una spedizione aerea su Lechemti.
Dal momento che le abbondanti piogge avevano reso impraticabili le strade, il viceré pensò di inviare una spedizione aerea con lo scopo di incontrare degiac Hapte Mariam, il quale si sperava poter essere facilmente corrotto e sottomesso, e per l'occasione furono allestiti tre aerei che avrebbero potuto usufruire dell'aeroporto di Bonàia, a venti chilometri dalla città. Lo scopo della missione era quello di prendere contatto con i capi galla, accettarne la sottomissione, e impegnarli a garantire la sicurezza della regione nell'attesa che altri aerei portassero altri uomini per creare un presidio italiano a Lechemti. Padre Borello però non considerò che Hapte Mariam subiva fortemente la pressione del governo di Gore, e non sapeva che già presumibilmente dall'11 giugno a Lechemti erano giunti almeno 150 tra allievi della scuola militare di Olettà e disertori eritrei, inviati da Gore per controllare le mosse di Hapte Mariam

## Svolgimento dei fatti

### Arrivo della missione aerea

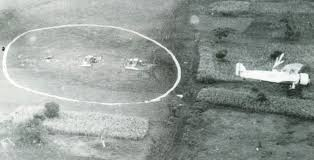
L'aviosuperficie di Bonaia con i tre velivoli (cerchiati) ancora allineati

Il 26 giugno 1936 la spedizione guidata dal generale Vincenzo Magliocco decollò dal campo d'aviazione di Addis Abeba a bordo di due bombardieri Caproni Ca.133 e un ricognitore IMAM Ro.37, facendo rotta verso ovest per Lechemti (circa 230 km in linea d'aria) con il compito di contattare alcuni capi locali e di assicurarne la fedeltà all'Italia. Portavano con sé 3 000 talleri di Maria Teresa d'argento con cui avrebbero assoldato un esercito per occupare la zona. Il primo velivolo era pilotato personalmente da Magliocco, mentre il secondo era al comando dell'aviatore Antonio Locatelli, già molto conosciuto all'epoca essendo stato insignito in precedenza di una medaglia d'oro al valor militare per il famoso volo su Vienna del 1918.
A partire dalle ore 11:00 e ogni ora il generale Magliocco radiotelegrafò sulla regolarità del volo.
La formazione aerea fu avvistata nei cieli di Lechemti dall'infermiera svedese Karin Söderström, e dai velivoli furono lanciati volantini con la richiesta di incontro con Hapte Mariam, il quale invitò i missionari svedesi (Erik e Gusti Söderström con la figlia, Karin Söderström, i coniugi Kågebo e Stina Sköld) a fuggire immediatamente: già il sabato mattina furono evacuati a Gimbi, per poi proseguire ancora più a ovest verso Gambela.
Dopo essere atterrati a Bonaia alle 13:00 su un prato lungo circa 500 metri, alle 14:45 il generale Magliocco telegrafò ad Addis Abeba la buona prosecuzione della spedizione e nel tardo pomeriggio arrivarono al campo di Bonàia dodici soldati galla su ordine di Hapte Mariam per proteggere la spedizione, assieme al fitaurari Mossa Ghigio, al fitaurari Wolde Bajeena e a l'ato Mekonnen Jambare come suoi delegati. I due delegati furono poi ospitati per la notte dal fitaurari Muleta, mentre i due interpreti etiopi della spedizione italiana passarono la notte a casa dell'operatore telefonico Mogossie. Sentendosi abbastanza al sicuro, il generale Magliocco fece perciò organizzare un accampamento di fortuna intorno ai tre velivoli, in attesa di incontrare Hapte Mariam il giorno dopo, posizionando però ad ogni evenienza anche due mitragliatrici.

### L'attacco etiopico

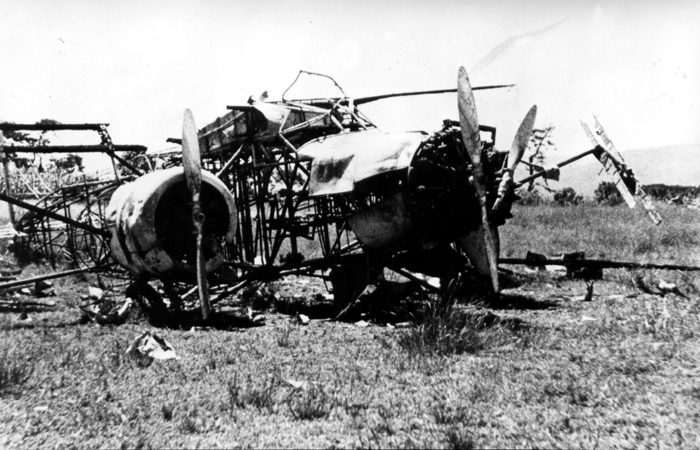
Resti di uno degli aerei atterrati a Bonaia

Smaniosi di combattere contro gli occupanti italiani, gli allievi di Olettà sfuggirono al controllo di Hapte Mariam, e nella notte tra il 26 e il 27 giugno attaccarono l'accampamento italiano protetti dal vasto campo di granoturco attorno agli aerei. La sola testimonianza dei fatti è quella dell'unico sopravvissuto alla strage, padre Borello, il quale poté assistere alla scena grazie al fatto di essersi appartato in un boschetto lontano poche decine di metri. Il prelato riferì che «[...] non ci fu quasi resistenza. Alcuni [italiani] rimasero intrappolati negli apparecchi in fiamme. Altri tentarono una difesa, ma furono subito abbattuti. Quanto alle guardie galla che avrebbero dovuto proteggerci, erano fuggite ai primi spari».
Borello poi riferì di essersi rifugiato dall'amico fitautari Mossa Ghigio fino all'arrivo degli italiani in ottobre, ma questa versione è in parte contraddetta dal giornalista Ciro Poggiali il quale nel suo Diario AOI scrive che Borello si sarebbe diretto fin dal pomeriggio verso l'edificio della Consolata da cui era fuggito allo scoppio della guerra. Nessuno quindi può testimoniare realmente sui fatti, e parallelamente anche gli etiopici non hanno lasciato su questo episodio che pochissime tracce, sappiamo solo che l'azione fu guidata da Keflè Nasibù, Belai Haileab e dal figlio del degiac Apte Micael Yenadu, i quali compiuta la missione tornarono a Gore a luglio.
Secondo l'Ufficio storico dell'Aeronautica, durante l'assalto, gli italiani cominciarono a sparare con le mitragliatrici e a difendersi corpo a corpo, ma alla fine vennero uccisi sul posto 11 italiani, mentre solo due furono i feriti tra gli attaccanti, i quali diedero alle fiamme i tre aerei della spedizione.
A conferma della difficoltà nella ricostruzione dei fatti, vi è la vicenda del 1º aviere Alberto Agostino, il quale secondo l'Archivio storico del Ministero dell'Africa italiana non fu ferito durante l'attacco, ma cadde ucciso qualche giorno dopo durante uno scontro a fuoco tra gli allievi di Olettà e gli armati del fitautari Mossa, mentre secondo la testimonianza di Borello, Agostino morì qualche giorno dopo a causa di una ferita al polmone accusata durante gli scontri della notte dell'attacco.

### Reazioni e conseguenze

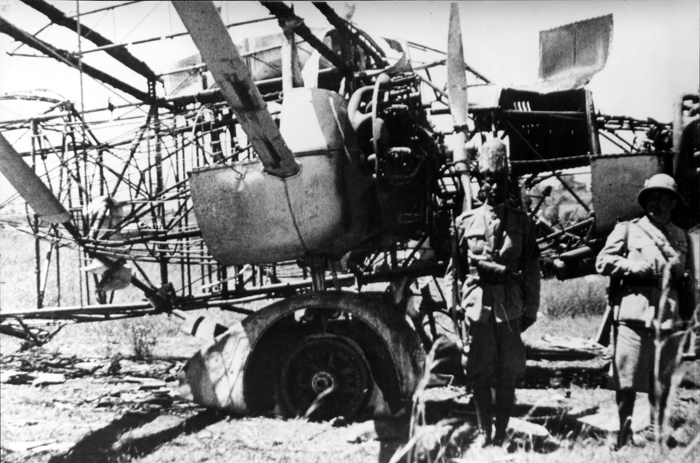
Resti di un aereo

Secondo un articolo de La Stampa dell'11 luglio 1936 i resti dei tre aerei furono avvistati il giorno successivo l'attacco da un velivolo italiano, con a bordo il fotografo Baccari, pilotato dal capitano Mario Bonzano, il quale vide i tre aerei bruciati, i sacchi di viveri dispersi e intorno cadaveri che i giornali dell'epoca riferirono fossero di abissini, ma che presumibilmente erano dei membri della spedizione. Altri aerei furono inviati nei giorni seguenti, confermando quanto osservato. Solo il 5 luglio arrivò ad Addis Abeba, grazie ad una staffetta di otto indigeni, un messaggio di padre Borello con le prime sommarie notizie, in cui diceva di essersi rifugiato in casa del fitaurari Mossa Ghigio.
La notizia della strage creò una grande commozione, simile a quella che seguì la notizia dell'eccidio del cantiere Gondrand avvenuto a Mai Lahlà, e Gabriele D'Annunzio, grande amico di Antonio Locatelli, gli dedicò un lungo epitaffio dove promise di volerne accogliere le spoglie presso il Vittoriale. E nella mattinata del 10 luglio il Duce inviò alla famiglia Locatelli il seguente telegramma: «Antonio Locatelli era per me una delle anime più pure ed intrepide del Fascismo, un soldato, un Eroe nel significato più classico e nostro della parola. Potete immaginare quanto mi abbia rattristato la sua gloriosa morte al servizio della Patria. Egli sarà onorato e vendicato».
Il ministro degli esteri Galeazzo Ciano si espresse immediatamente a favore di una rappresaglia aerea contro la capitale Lechemti, ma la rappresaglia non ci fu perché il 4 luglio La Società delle Nazioni revocò le sanzioni e respinse la richiesta di aiuto di Hailé Selassié, riconoscendo di fatto il possesso italiano dell'Etiopia che tranquillizzò Mussolini, il quale il 6 luglio riferì a Graziani che la conquista dell'ovest non era più una urgenza, rimandando l'occupazione totale di quei territori dopo aver pacificato la situazione ad Addis Abeba e nello Scioa, limitandosi per il momento alle sole azioni aeree di bombardamento dei centri più importanti. Altre fonti riportano invece che il 5 luglio 1936 l'aviazione italiana colpì pesantemente con 19 bombe e mitragliatrici il complesso scolastico appena inaugurato dai missionari svedesi. La notizia della rappreseglia è confermata da Vittorio Dan Segre, il quale riferisce che "la ritorsione fu talmente cruenta da innescare l'attività resistenziale etiopica". La notizia di "azioni di rappresaglia in massa, sui predoni e sugli abitati dove si erano rifugiati" apparve sul quotidiano La Stampa del 9 luglio..
Nel frattempo a Lechemti, dopo la partenza dei cadetti di Olettà, padre Borello ricominciò la sua opera di convincimento dei capi galla, minacciando terribili rappresaglie in mancanza di una sottomissione alle forze italiane. Il 21 luglio persuase Hapte Mariam a tornare a Lechemti, dopo che questi a seguito dell'attacco l'aveva prudentemente abbandonata, e a rinunciare ai suoi propositi di una «Confederazione galla» e ad accettare il dominio italiano. Il 2 ottobre, con la situazione nella regione del tutto tranquilla, riuscì ad atterrare a Bonàia una pattuglia di IMAM Ro.37 guidata dal colonnello Umberto Baistrocchi.
L'8 ottobre, alla presenza di Baistrocchi e Borello, il degiac Hapte Mariam giurò fedeltà all'Italia, innalzando il tricolore sul suo palazzo a Lechemti, e nei giorni successivi iniziarono gli arrivi di uomini e materiali a Bonàia con un ponte aereo organizzato dal generale di squadra aerea Pinna. Venne quindi costituita una testa di ponte a Lechemti, che avrebbe permesso la penetrazione a ovest, e la costituzione di un presidio al comando del tenente colonnello Marone.
L'11 ottobre atterrarono due aeroplani che trasportavano apparecchiature radio: il tenente pilota ingegnere Mario Faccioli e i due radiotelegrafisti Bruno Spadaro (aviere scelto della 103ª Squadriglia) ed Elpidio Benetti (110ª Squadriglia) rimasero per montare una stazione radio e realizzare una aviosuperficie che consentisse l'atterraggio di più aerei. In soli tre giorni, sfruttando la manodopera indigena, Faccioli riuscì a preparare il campo di atterraggio, e al suo ritorno in Italia portò alla madre di Locatelli l'elica dell'aereo del figlio e una manciata di terra di Bonaia.

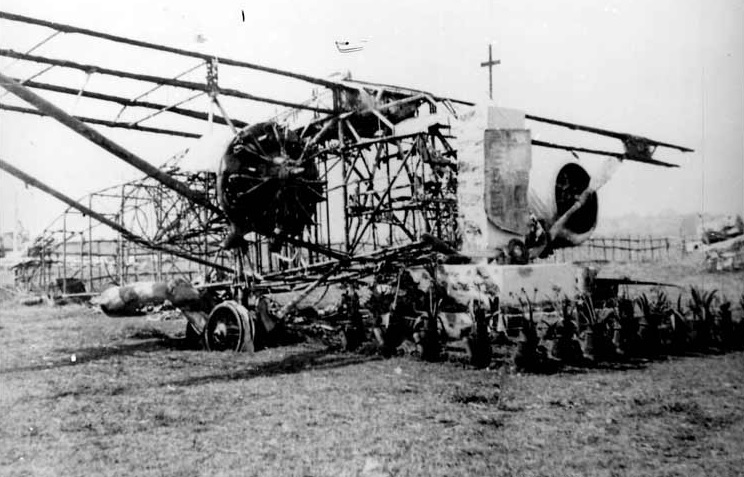
Il monumento a Bonaia

## I membri della spedizione
Caduti

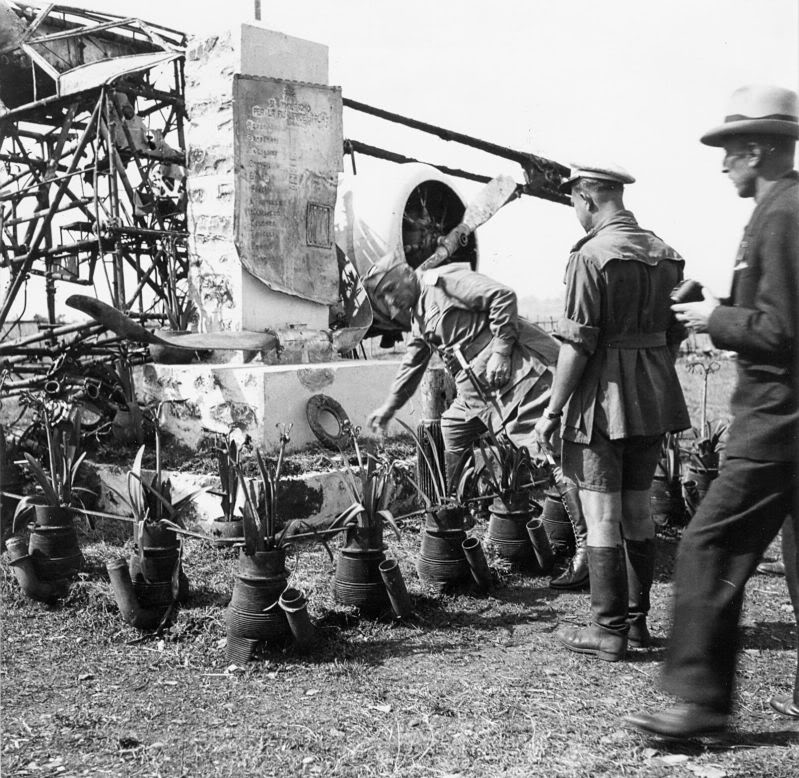
Il memoriale dei caduti a Bonaia

1. Vincenzo Magliocco, generale di brigata aerea[32]
2. Mario Calderini, colonnello di stato maggiore[33]
3. Antonio Locatelli, maggiore pilota[34]
4. Mario Galli, capitano pilota[35]
5. Antonio Drammis dei Drammis, capitano osservatore[36]
6. Luigi Gabelli, tenente pilota[37]
7. Giorgio Bombonati, maresciallo pilota[38]
8. Renato Ciprari, sergente radiotelegrafista[39]
9. William D'Altri, 1º aviere motorista[40]
10. Alberto Agostini, 1º aviere motorista[41]
11. Giulio Malenza, aviere scelto radiotelegrafista[42]
12. Adolfo Prasso, ingegnere (civile)[43]

Sopravvissuti
1. Don Mario Borello, tenente cappellano[44]
2. Degiasmacc Dereje Mekonnen, interprete[45]
3. Ato Adera, interprete[45]

## Ricordo

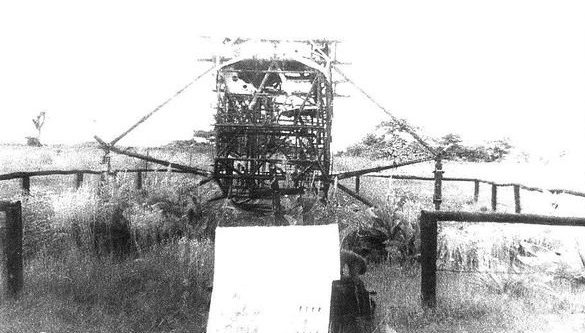
Carcassa di un aereo all'inizio degli anni 1940

A ricordo della strage nel febbraio 1939 il viceré d'Etiopia Amedeo d'Aosta e il ministro delle Colonie Attilio Teruzzi inaugurarono a Lechemti un monumento ai caduti dell'eccidio, già commissionato da Rodolfo Graziani e portato a termine dal governatore Pietro Gazzera. Sempre sul luogo venne eretto un cippo con i nomi delle vittime incisi su una lamiera vicino alla carcassa di uno degli aerei bruciati.
I pochi resti dei caduti, recuperati nel dicembre 1936 da don Borello e in un primo momento portati ad Addis Abeba, furono riportati sul campo di aviazione di Bonaia e murati nel pilastrino del memoriale.

Poco dopo l'eccidio, l'alpino Federico Bruseghini riuscì a recuperare quattro frammenti dell'aereo di Antonio Locatelli: i cimeli sono oggi conservati ed esposti presso il Museo storico italiano della guerra a Rovereto, in provincia di Trento. Tutti i membri della missione furono insigniti della medaglia d'oro al valor militare, e tra questi Adolfo Prasso che costituisce l'unico esempio noto di civile meticcio ad aver ricevuto questa altissima onorificenza durante la campagna d'Etiopia.
Con la sconfitta delle forze italiane durante la campagna dell'Africa Orientale contro le forze britanniche e la successiva restituzione del trono d'imperatore ad Hailé Selassié, i resti degli aerei e il memoriale furono distrutti.